# بيزاودون ليه ألب
بيزاودون ليه ألب (بالفرنسية: Bézaudun-les-Alpes)‏ هي بلدية فرنسية تقع في إقليم الألب البحرية من منطقة بروفنس ألب كوت دازور في جنوب شرق فرنسا. تبلغ مساحة هذه المدينة 21.44 (كم²)، وترتفع عن سطح البحر 860 م، يبلغ عدد سكانها 165 نسمة حسب إحصاء المعهد الوطني للإحصاء والدراسات الاقتصادية سنة 2009 م. وترأس Pierre Dupond البلدية خلال فترة (2008-2014).

## وصلات خارجية
- صفحة البلدية على موقع المعهد الوطني للإحصاء والدراسات الاقتصادية